# Cupa Moldovei 1993-1994
La Cupa Moldovei 1993-1994 è stata la terza edizione della coppa nazionale disputata in Moldavia giocata tra l'autunno 1993 e la primavera del 1994. Vincitore della competizione è stato il Tiligul-Tiras Tiraspol che ha bissato il successo dell'anno precedente e ha conquistato il diritto a partecipare alla Coppa delle Coppe 1994-1995

## Quarti di Finale
| Squadra 1              | Totale | Squadra 2        | Andata | Ritorno |
| ---------------------- | ------ | ---------------- | ------ | ------- |
| Bugeac Comrat          | 2-2    | Amocom Chișinău  | 2-1    | 0-1     |
| MHM 93 Chișinău        | 0-4    | Zimbru Chișinău  | 0-2    | 0-2     |
| Tiligul-Tiras Tiraspol | 12-0   | Nistru Cioburciu | 8-0    | 4-0     |
| Nistru Otaci           | 2-0    | Olimpia Bălți    | 1-0    | 1-0     |

## Semifinale
| Squadra 1              | Totale | Squadra 2       | Andata | Ritorno |
| ---------------------- | ------ | --------------- | ------ | ------- |
| Tiligul-Tiras Tiraspol | 3-1    | Zimbru Chișinău | 2-0    | 1-1     |
| Nistru Otaci           | 2-2    | Amocom Chișinău | 1-0    | 1-2     |

## Finale
| Chișinău | Tiligul-Tiras Tiraspol | 1 – 0 | Nistru Otaci |  |